# Münchhausenschule Bodenwerder
Die Münchhausenschule Bodenwerder ist eine Grund- und Förderschule in Bodenwerder (Niedersachsen).

## Namensgeber
Der Namensgeber der Schule ist der Freiherr von Münchhausen Karl Friedrich Hieronymus von Münchhausen, der mit seinen Lügengeschichten bekannt geworden ist.

## Schule und Ausstattung des Schulgebäudes
Die Münchhausenschule liegt zentral in Bodenwerder. In der Schule werden hauptsächlich Schüler mit Förderbedarf betreut. 
Die Schule hat zehn Klassenräume, dazu gibt es noch einen Computerraum, einen Naturwissenschaftsraum, einen Trainingsraum und ein Krankenzimmer. Außerdem gibt es einen Verkehrsgarten, mit dem Schüler einen Fahrrad-Führerschein erwerben können, eine Lernküche, die ab der 7. Jahrgangsstufe benutzt wird, und eine Schulbibliothek.

## Grundschule
In der Grundschule gibt es 12 Klassen, die in je vier Jahrgangsstufen aufgeteilt sind. Die Grundschule selbst besitzt einen Musikraum. Auch die Lernküche befindet sich in der Grundschule. 

## Sonstiges
Schüler kommen von Holzminden aus der Anne-Frank-Schule in die Münchhausenschule, da es in der Anne-Frank-Schule keine 10. Klasse gibt. Die Turnhalle an der Schule wird für den Sportunterricht genutzt, aber auch weitere schulinterne Veranstaltungen finden in der Halle statt, zudem nutzen auch Vereine diese Turnhalle. Die Schulen verfügt über einen Schulsanitätsdienst.
Seit Oktober 2014 nimmt die Münchhausenschule Bodenwerder am Schulobstprogramm des Landes Niedersachsen teil. Die Schule wird seitdem einmal pro Woche mit Obst und Gemüse beliefert. Das Obst wird zum Verzehr an die Schüler verteilt. Das Gemüse wird im Hauswirtschaftsunterricht der Schule verarbeitet. Am 21. November 2014 besuchte der niedersächsische Landwirtschaftsminister Christian Meyer die Schule, um sich vor Ort über die Umsetzung des Projekts zu informieren.

## Bilder

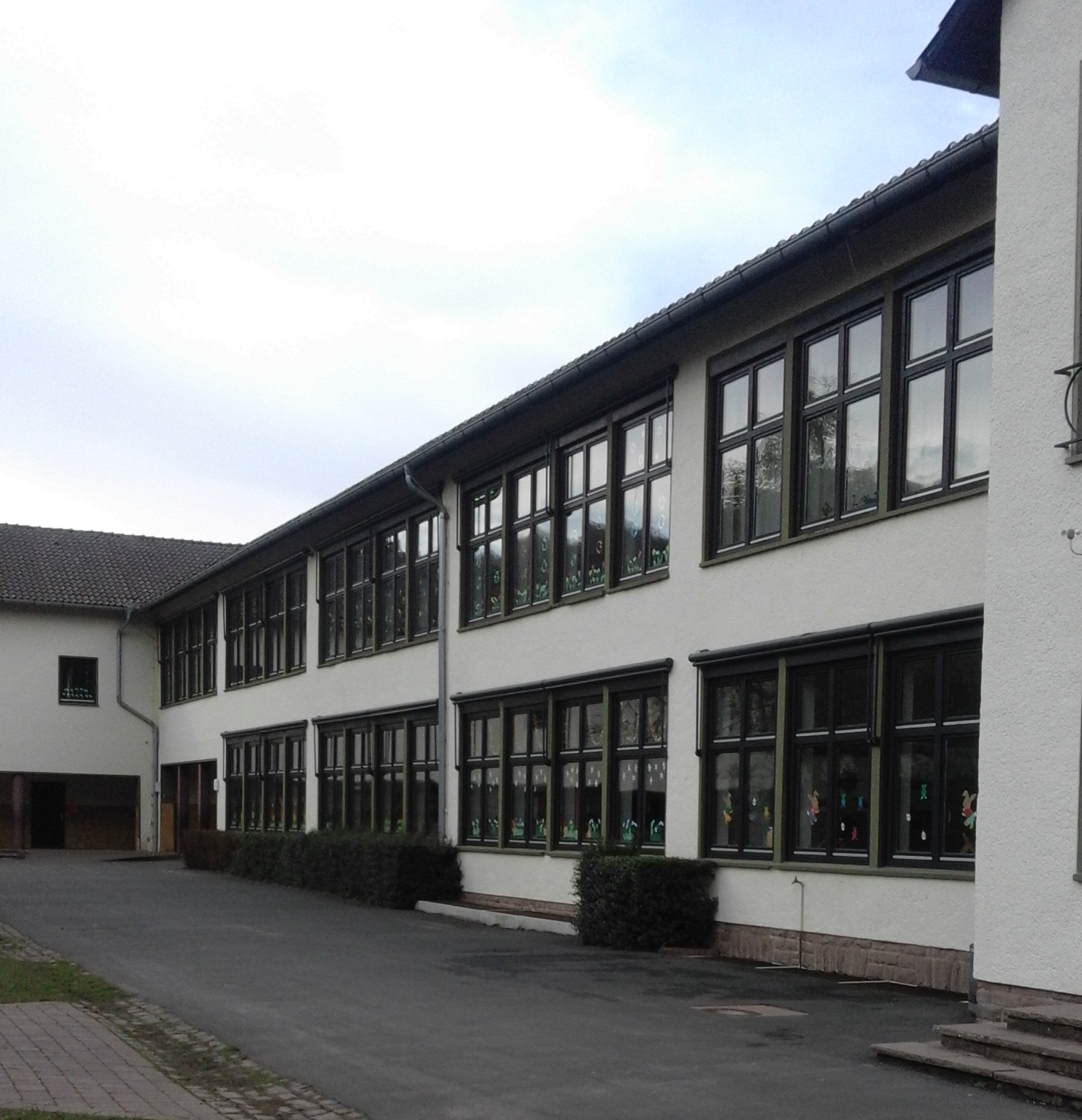
Vorderseite der Grundschule
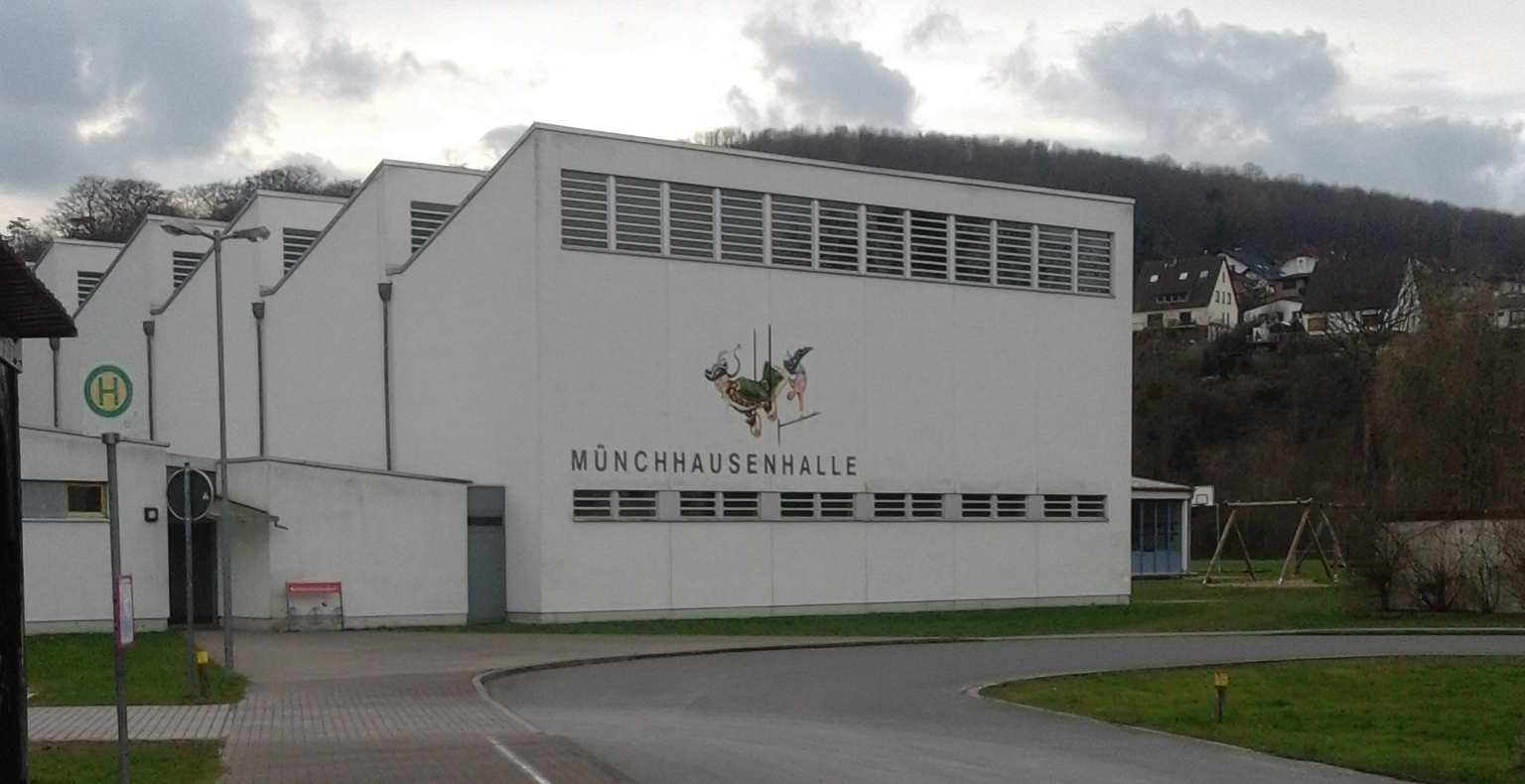
Turnhalle der Schule